# NGC 5367

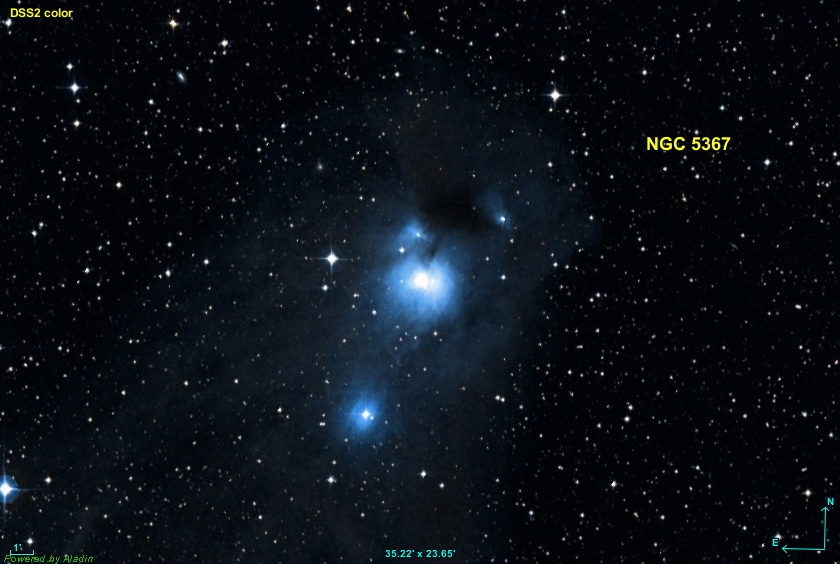
Изображение NGC 5367 сделаный Aladin Sky Atlas software из Strasbourg Astronomical Data Center

NGC 5367 (другие обозначения — IC 4347, ESO 325-N*36) — отражательная туманность в созвездии Центавра.
Этот объект входит в число перечисленных в оригинальной редакции «Нового общего каталога».